# ナツメ社
株式会社ナツメ社（ナツメしゃ）は、日本の出版社。

## 概要
神保町の自社ビルに本社がある。かつてはパソコン図書や文房具の専門誌なども出版していたが、現在では実用書・看護書・資格書・語学書・保育書・児童書等を出版している総合出版社である。

ただ、厳密には書籍の制作はグループ会社のナツメ出版企画が行い、取次・書店営業、卸・販売をナツメ社が行なっている。

またグループ会社として、ドリア&グラタンなつめ（代々木公園）、フツウの居酒屋なつめ（関内）などの飲食店も経営している。

## 刊行物
- 図解雑学シリーズ
- ハンディ版オールカラー よくわかる俳句歳時記[1]